# Onychiurus macrodentatus
Onychiurus macrodentatus är en urinsektsart som beskrevs av Hammer 1953. Onychiurus macrodentatus ingår i släktet Onychiurus och familjen blekhoppstjärtar. Inga underarter finns listade i Catalogue of Life.